# フクロモグラ
フクロモグラ（袋土竜、Notoryctes typhlops）は、フクロモグラ目フクロモグラ科フクロモグラ属に分類される有袋類。

## 分布
オーストラリア西部から南部固有種

## 形態
体長12-16cm。尾長2-3cm。体重40-70g。全身は金色の体毛で覆われている。尾は棍棒状で、側面と腹面には体毛がない。
吻端は突出せず四角い角質で覆われる。眼と外耳は退化し外見からは割れ目や小さい穴にしか見えない。前肢の爪は平たく特に第3、4指にある爪は大型で、砂を掘るのに適している。後肢の第2趾には大型の爪がある。
収斂進化の好例として、本種とキンモグラが挙げられることも多い。

## 分類
西オーストラリア州北西部に分布するヒメフクロモグラは本種より体長や頭骨の先端、下顎前臼歯を支える部分が小型であることや、分布が異なることから独立種とされることもある。しかし本種との分布が連続している可能性もあり、本種のシノニムとする説もある。

## 生態
基底が砂の氾濫原や砂漠に生息する。地中棲で、地下10-20cm程の深さで穴を掘り生活する。砂地に穴を掘るため、掘った穴が崩れてしまい掘った跡が残らない。通常は地表に現れることはないが、降雨後には地表に表れることもある。
食性は動物食で、昆虫類（甲虫の幼虫や、アリおよびその蛹等）等を食べる。
繁殖形態は胎生。

## 人間との関係
発見例は少なく、偶然発見した例や先住民からの情報等により生息数や分布が推移されている。
人為的に移入されたアカギツネ、ディンゴ、ノネコ等の糞から本種の体毛や骨、爪が発見されており、食害によって生息数は減少しているとされる。